# Эпикопеиды
Эпикопеиды (лат. Epicopeiidae) — семейство бабочек из надсемейства Geometroidea. Ведут дневной образ жизни. Насчитывают 20 видов  в (9 родах, распространённых преимущественно в тропической Азии. Немногие виды (например, уссурийская носса и эпикопея) населяют Палеарктику.

## Описание
Довольно крупные или средней величины бабочки с тонким, слабо опушенным телом и широкими крыльями, летающие днем. Представители рода Epicopeia известны своей способностью к мимикрии, выражающейся в удивительным сходстве со своими моделями — истинно дневными бабочками, парусниками из рода Atrophaneura. 
Глаза крупные округлые голые. Хоботок голый. Губные щупики хорошо развитые, загнуты вверх. Усики двоякогребенчатые. Тимпанальный аппарат расположен на II сегменте брюшка. Передние крылья удлиненно-лопастевидные или треугольные, с широко округлой вершиной. Задние крылья зауженные, в роде Epicopeia вырезанные по наружному краю и несут длинные хвостики, образованные за счет удлинения жилок M1-M5.
У представителей рода Nossa, как и у многих других родов семейства, задние крылья широкоокруглые по наружному краю, без хвостов и все ветви жилки М обычной длины. Голени задних ног с 2 парами шпор.
Гусеницы питаются растениями из семейств: вересковые, ильмовые, кизиловые.

## Роды
- Amana Walker, 1855
- Burmeia Minet, 2002
- Chatamla Moore, 1881
- Deuveia Minet, 2002
- Epicopeia Westwood, 1841
- Nossa Kirby, 1892
- Mimaporia Chia-Hsuan Wei, Shen-Horn Yen, 2017[6]
- Parabraxas Leech, 1897
- Psychostrophia Butler, 1877
- Schistomitra Butler, 1881